# 新潟県立高田農業高等学校
新潟県立高田農業高等学校（にいがたけんりつ たかだのうぎょうこうとうがっこう、英: Niigata Prefectural Takada Agricultural High School）は、新潟県上越市東城町にある県立の農業高等学校。学校敷地は道路を挟んで陸上自衛隊高田駐屯地に隣接する。

## 沿革
- 1899年（明治32年）4月23日 - 中頸城郡立高田農学校の名称で開校[2]（新潟県で最初の農業教育学校）。
- 1907年（明治40年）4月1日 - 県立へ移管[3]。
- 1948年（昭和23年）4月1日 - 学制改革により新潟県立高田農業高等学校となる。

## 教育目標
- 豊な教養と人間性を身につけた良き社会人を育成する。
- 心身ともに健康で、実践力のある人間を養成する。
- 正しい職業観に基づいて勤労を尊ぶ態度を涵養する。

## アクセス
- えちごトキめき鉄道妙高はねうまライン南高田駅 徒歩40分
- 頸城自動車「東城町一丁目」停留所[4] 徒歩2分

※バイク通学は届出制、一部の生徒のみ。

## 著名な出身者
- 霜鳥典雄（大相撲）
- 渡邉智哲（2019年1月20日から2020年2月23日まで男性長寿日本一）